# Ассауровский сельсовет
Ассауровский сельсовет — упразднённая административно-территориальная единица, существовавшая на территории Московской губернии и Московской области до 1954 года.
Ассауровский сельсовет был образован в первые годы советской власти. По данным 1918 года он входил в состав Деденевской волости Дмитровского уезда Московской губернии.
В 1927 году из Ассауровского с/с был выделен Ивановский с/с.
По данным 1926 года в состав сельсовета входили село Ассаурово, деревни Ваганово, Горохово, Ерыково, Ивановское, Кекишево, Никулино, Хлыбы и Шадрино, совхоз Хлыбы и имение Шадринское.
В 1929 году Ассауровский с/с был отнесён к Дмитровскому району Московского округа Московской области. При этом к нему был присоединён Ивановский с/с.
20 мая 1930 года из Ассауровского с/с в Алёшинский с/с Пушкинского района было передано селение Горохово.
17 июля 1939 года к Ассауровскому с/с были присоединены селения Ваньково, Сергейково и Трощейково упразднённого Лавровского с/с.
9 мая 1952 года из Ассауровского с/с в Костинский с/с были переданы селения Сергейково и Трощейково.
14 июня 1954 года Ассауровский с/с был упразднён. При этом его территория была передана в Гришинский с/с.